# Saison 2018 de l'équipe cycliste Verandas Willems-Crelan
La saison 2018 de l'équipe cycliste Verandas Willems-Crelan est la deuxième de cette équipe.

## Préparation de la saison 2018

### Sponsors et financement de l'équipe
L'équipe porte le nom de ses deux principaux sponsors, Verandas Willems et Crelan. L'entreprise de restauration Chez Charles est le troisième sponsor de l'équipe. En cyclo-cross, l'équipe court sous le nom Crelan-Charles.
L'équipe change de fournisseur de cycles cette saison. Après une expérience jugée insatisfaisante par cette coureurs avec l'entreprise américaine Felt, Verandas Willems-Crelan roule à partir du 1er mars sur des vélos Stevens.

### Arrivées et départs
| Arrivées         | Équipe 2017              |
| ---------------- | ------------------------ |
| Sean De Bie      | Lotto-Soudal             |
| Mathias De Witte | Cibel-Cebon              |
| Senne Leysen     | Lotto-Soudal U23         |
| Stijn Steels     | Sport Vlaanderen-Baloise |
| Zico Waeytens    | Sunweb                   |

| Départs            | Équipe 2017         |
| ------------------ | ------------------- |
| Gaëtan Bille       | Sovac-Natura4Ever   |
| Sander Cordeel     | retraite            |
| Timothy Dupont     | Wanty-Groupe Gobert |
| Jappe Jaspers      | retraite            |
| Christophe Prémont | retraite            |
| Stef Van Zummeren  |                     |
| Otto Vergaerde     |                     |

## Coureurs et encadrement technique

### Effectif
| Cycliste             | Date de naissance  | Nationalité | Équipe 2017                    |  |
| -------------------- | ------------------ | ----------- | ------------------------------ |  |
| Sean De Bie          | 3 octobre 1991     | Belgique    | Lotto-Soudal                   |  |
| Dries De Bondt       | 4 juillet 1991     | Belgique    | Verandas Willems-Crelan        |  |
| Mathias De Witte     | 29 mars 1993       | Belgique    | Cibel-Cebon                    |  |
| Stijn Devolder       | 29 août 1979       | Belgique    | Verandas Willems-Crelan        |  |
| Huub Duyn            | 1er septembre 1984 | Pays-Bas    | Verandas Willems-Crelan        |  |
| Stan Godrie          | 9 janvier 1993     | Pays-Bas    | Verandas Willems-Crelan        |  |
| Michael Goolaerts    | 24 juillet 1994    | Belgique    | Verandas Willems-Crelan        |  |
| Aidis Kruopis        | 26 octobre 1986    | Lituanie    | Verandas Willems-Crelan        |  |
| Senne Leysen         | 18 mars 1996       | Belgique    | Lotto-Soudal U23               |  |
| Arjen Livyns,        | 1er septembre 1994 | Belgique    | Pauwels Sauzen-Vastgoedservice |  |
| Tim Merlier          | 30 octobre 1992    | Belgique    | Verandas Willems-Crelan        |  |
| Stijn Steels         | 21 août 1989       | Belgique    | Sport Vlaanderen-Baloise       |  |
| David Tanner         | 30 septembre 1984  | Australie   | Verandas Willems-Crelan        |  |
| Wout van Aert        | 15 septembre 1994  | Belgique    | Verandas Willems-Crelan        |  |
| Elias Van Breussegem | 10 avril 1992      | Belgique    | Verandas Willems-Crelan        |  |
| Zico Waeytens        | 29 septembre 1991  | Belgique    | Sunweb                         |  |

## Bilan de la saison

### Victoires
| Date   | Course                                 | Pays     | Classe | Vainqueur     |
| ------ | -------------------------------------- | -------- | ------ | ------------- |
| 3 fév. | 4e étape de l'Étoile de Bessèges       | France   | 2.1    | Sean De Bie   |
| 2 août | 2e étape du Tour du Danemark           | Danemark | 2.HC   | Wout van Aert |
| 3 août | 3e étape du Tour du Danemark           | Danemark | 2.HC   | Tim Merlier   |
| 5 août | 5e étape du Tour du Danemark           | Danemark | 2.HC   | Tim Merlier   |
| 5 août | Classement général du Tour du Danemark | Danemark | 2.HC   | Wout van Aert |

### Résultats sur les courses majeures
Le tableau suivant représente les résultats de l'équipe dans les classiques majeures du calendrier international dans lesquelles l'équipe bénéficie d'une invitation. Pour chaque épreuve est indiqué le meilleur coureur de l'équipe et son classement. L’équipe n’a reçu, en 2018, aucune invitation pour l’un ou l’autre des grands tours
| Classique            | Milan-San Remo | Tour des Flandres  | Paris-Roubaix       | Liège-Bastogne-Liège | Tour de Lombardie |
| -------------------- | -------------- | ------------------ | ------------------- | -------------------- | ----------------- |
| Coureur (classement) | Non invitée    | Wout van Aert (9e) | Wout van Aert (13e) | Non invitée          | Non invitée       |